# گیاه بهار
بهار گیاهی است از تیره مرکبان که چهار گونه از آن شناخته شده‌است. گل‌هایش زرد رنگ و در کوهستان‌ها و دشت‌ها و دره‌ها می‌روید، در جنوب و به ویژه در استان هرمزگان به سبزی که در دشت‌ها و کوهستان‌ها بعد از باریدن باران می‌روید بهار می‌گویند.